# Колдовская доска
«Колдовская доска» (англ. Witchboard) — кинофильм. Премьера в США состоялась 4 января 1987 года.
В 2024 году ожидается выход одноимённого ремейка фильма.

## Сюжет
Брендон приносит свою уиджу на вечеринку и с компанией друзей они вызывают дух Дэвида, который Брендон сам часто вызывает. Но в этот раз дух сильно рассердился на Джима, приятеля Брендона. Когда на следующий день девушка Джима пытается вызвать духа в одиночку, в неё вселяется злобный дух и она становится одержима.

## В ролях
| Актёр          | Роль               |
| -------------- | ------------------ |
| Тони Китэйн    | Линда Брюстер      |
| Стивен Никольс | Брендон Синклэр    |
| Тодд Аллен     | Джим Морэр         |
| Клэр Бристол   | Ведущая            |
| Бурк Барнс     | лейтенант Дьюхарст |
| Райан Кэрролл  | Роджер             |
| Глория Хэйнс   | Ванда              |
| Кэтлин Уилхойт | медиум             |